# Mathilde Reich

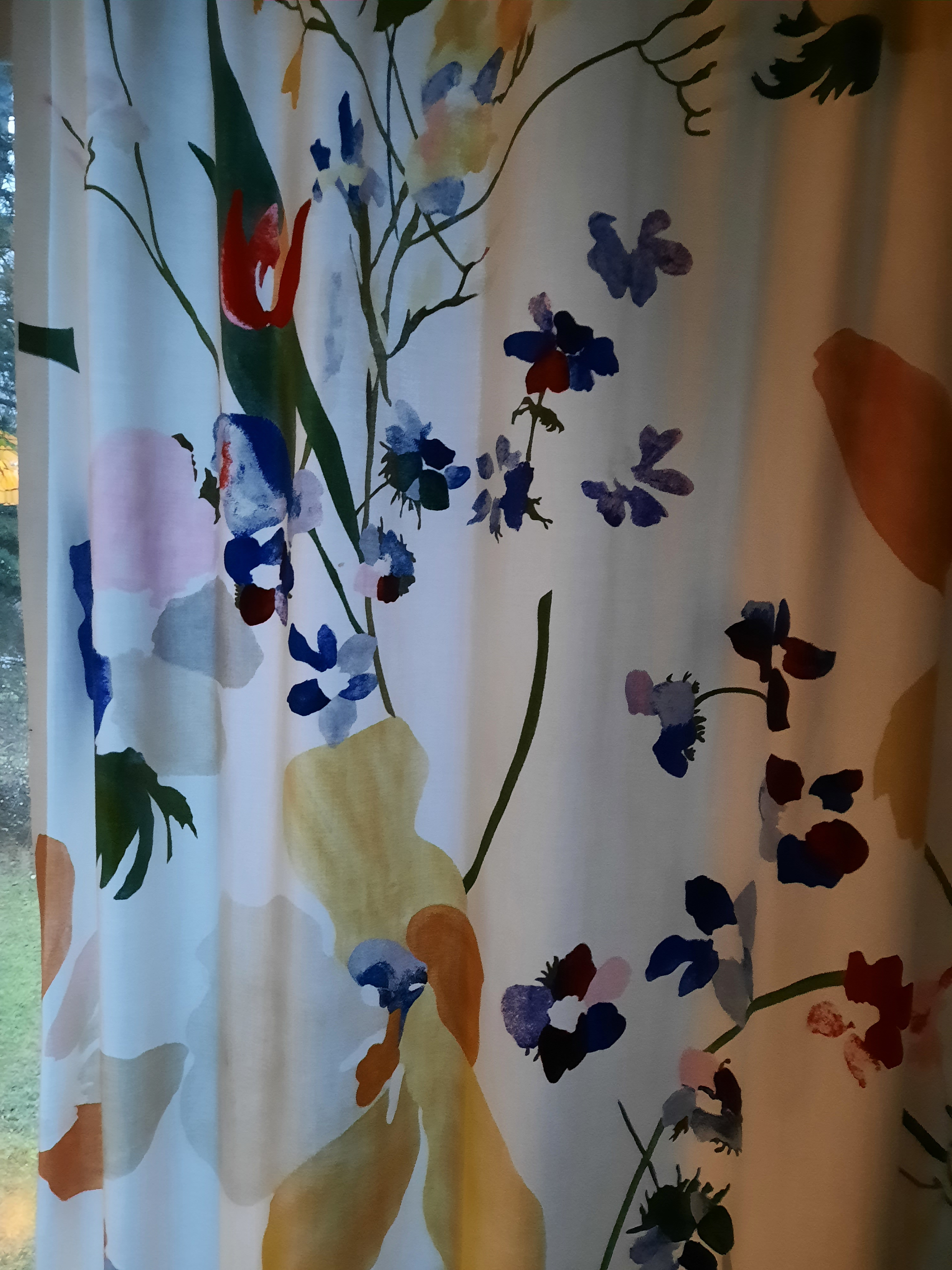
Vorhangdesign Mathilde Runte

Mathilde Reich, geb. Runte (* 11. März 1923 in Schlebusch; † 18. März 2019 in Irschenhausen), war eine deutsche Künstlerin und Autorin.

## Leben
Mathilde Reich war im Sommersemester 1944 an der Akademie für angewandte Kunst in München bei Marxmüller eingeschrieben. Am 12. Juli 1944 wurde die Akademie zerstört und der Unterricht eingestellt. Zeitweise war sie nach Oberammergau evakuiert und lernte dort Holzschnitzerei. Sie studierte dann weiter bei Josef Hillerbrand ab dem Sommersemester 1948 bis zum Wintersemester 1953/54. Viele ihrer Designs für Tapeten und Vorhänge wurden gedruckt. 1955 heiratete sie den Verleger und Fotografen Hanns Reich, woraufhin sie die künstlerische Gestaltung der Fotobildbände der Reihe "terra magica" mit übernahm und für Kinderbücher des Hanns-Reich-Verlags die Texte schrieb.

## Werke
- Das Apfelmäuschen[4]. (Text: Mathilde Reich; Fotos: Ulrich Thomas) 1971, ISBN 978-3737363877.
- Ein Flamingo kommt zur Welt. (Text: Max A.Zoll; Textbearbeitung Mathilde Runte, Fotos: Winfried Noack) 1973, ISBN 3-87668-414-5.
- Der Zauberstab. (Text: Mathilde Runte; Fotos: Fredo Meyerhenn) 1973, ISBN 3-87668-413-7.
- Meine kleinen Hamster. (Text: Mathilde Runte; Fotos: Ulrich Thomas) 1975, ISBN 3-7243-0106-5.
- Das Sonnenblumenmäuschen. (Text: Mathilde Runte; Fotos: Ulrich Thomas) 1977, ISBN 3-276-01915-9.
- Kinder fragen: das Baby. (Text: Mathilde Reich; Fotos: Hanns Reich, Kinderbuchverlag Luzern) 1980, ISBN 3-7941-2140-6.